# Верхнешвабский диалект
Верхнешвабский диалект (нем. Oberschwäbisch) — диалект немецкого языка, распространённый в Баден-Вюртемберге, южнее Швабского Альба, а также в баварском административном округе Швабия. Принадлежит к швабскому диалекту алеманнской группы, находит существенные сходства с другими алеманнскими диалектами, включая альгойский. Отличительной чертой нижнешвабского считается форма второго причастия глагола gsi, переходящая в gsai. Это свидетельствует о близости к переходной области от нижне- к верхнеалеманнским диалектам.